# Dipartimento casi bizzarri (raccolta)
Dipartimento casi bizzarri è un'antologia di nove racconti gialli di Carter Dickson - pseudonimo dello scrittore americano John Dickson Carr - pubblicata in Italia nel 1990 nella collana Il Giallo Mondadori.
I nove racconti appartengono a due diverse raccolte di racconti: sette furono pubblicati in Dipartimento casi bizzarri (The Department of Queer Complaints) del 1940, due in The Men Who Explained Miracles del 1963. In tutti i racconti indaga il colonnello March, capo del Dipartimento D-3 di Scotland Yard, detto Dipartimento casi bizzarri, a cui vengono affidate le indagini su delitti apparentemente impossibili.

## Contenuto
Il contenuto del volume italiano proviene da due diverse raccolte originali:
- Sette racconti da The Department of Queer Complaints (1940)
  - Il nuovo uomo invisibile (The New Invisible Man), 1938
  - Delitto in una stanza inesistente (The Crime in Nobody's Room), 1938
  - Denaro che scotta (Hot Money), 1939
  - Il camerino della morte (Death in the Dressing-Room), 1939
  - La cortina d'argento (The Silver Curtain), 1939
  - Errore all'alba (Error at Daybreak), 1938
  - Un'impronta in cielo (The Footprint in the Sky), 1940
- Due racconti da The Men Who Explained Miracles (1963)
  - La professione del signor Wilson (William Wilson's Racket), 1941
  - L'appartamento disabitato (The Empty Flat), 1939

## Opere derivate
La televisione cecoslovacca mandò in onda nel 1967 un film per la TV dal titolo Devcátko s petrklíci ("Bambina con primule"), tratto dal racconto Delitto in una stanza inesistente, diretto da Zdenek Kubecek.

## Edizioni
- Carter Dickson, Dipartimento casi bizzarri, collana Il Giallo Mondadori n.2175, Mondadori, ottobre 1990. - Collana Classici del Giallo Mondadori n.1426, novembre 2019.